# Kellys Mountain
Kellys Mountain är ett berg i Kanada.   Det ligger i provinsen Nova Scotia, i den östra delen av landet, 1 200 km öster om huvudstaden Ottawa. Toppen på Kellys Mountain är 286 meter över havet, eller 33 meter över den omgivande terrängen. Bredden vid basen är 2,0 km. Kellys Mountain ligger på ön Kap Bretonön.
Terrängen runt Kellys Mountain är kuperad åt nordväst, men åt sydost är den platt. Runt Kellys Mountain är det ganska glesbefolkat, med 26 invånare per kvadratkilometer.. 
I omgivningarna runt Kellys Mountain växer i huvudsak blandskog.